# Carnarvon (Australië)
Carnarvon is een plaats in de regio Gascoyne in West-Australië. Carnarvon ligt aan de monding van de Gascoyne in de Indische Oceaan, 906 kilometer ten noordwesten van Perth, 477 kilometer ten noorden van Geraldton en 646 kilometer ten westen van Karratha. Het ligt tussen Shark Bay in het zuiden en de Ningaloo-kust in het noorden. In 2021 telde Canarvon 4.879 inwoners tegenover 5.283 in 2006.

## Geschiedenis

Kaart Shark Bay

Voor de komst van de Europeanen leefden de Inggarda Aborigines in de kuststreek aan de monding van de Gascoyne. De Aboriginesnaam voor de streek was Kuwinywardu (Kow-win-wordo) wat "hals van water" betekent.
Op 26 oktober 1616 bereikte Dirck Hartog Cape Inscription en liet er een tinnen gedenkbord achter. Hij noemde het land het Landt van d'Eendracht, naar zijn schip de Eendracht. In de 17e en 18e eeuw werd de West-Australische kust nog door meerdere ontdekkingsreizigers aangedaan waaronder Abel Tasman, Willem de Vlamingh, William Dampier, Pelsaert, Phillip Parker King en de Fransen Freycinet, Hamelin and Baudin. In 1839 verkende George Grey de streek. Hij landde met drie walvisjagers en tien manschappen op Bernier Island, vond er geen water en voer naar het vaste land. Daarbij liep een boot stuk op rotsen en zonk. De expeditie verloor een groot deel van haar voorraad. Grey gaf zijn plan op en voer terug naar Perth. Onderweg zonken beide andere boten en de expeditieleden dienden nog 500 kilometer te voet af te leggen. De expeditie gaf namen aan de Gascoyne en Babbage Island. F.T. Gregory deed in 1858 een 107 dagen durende verkenningstocht van ongeveer 3.200 kilometer en beschreef een onherbergzame omgeving met een beperkt agrarisch potentieel.
In 1876 dreven de kolonisten Aubrey Brown en John Monger 4.000 schapen van York naar monding van de Gascoyne. Ze vestigden er Brickhouse Station. Brockman, die een schapenschuur voor Brown en Monger had gebouwd, deed hen dat met zijn broer na en vestigde er Boolathana Station. In 1879 werd Doorawarrah Station opgericht en G.J.Gooch begon de Wandagee Station in datzelfde jaar. Er werd nog geen gebruik gemaakt van omheiningen en de schapen werden gehoed door betrouwbare Aborigines. Carnarvon werd als haven en dienstencentrum voor de omliggende veetelers in 1883 in leven geroepen en stond eerst bekend als "The Port". Het werd op 4 juni 1891 officieel gesticht en naar Henry Howard Molyneux Herbert, de vierde graaf van Carnarvon, vernoemd. Herbert was van 1873 tot 1877 Brits staatssecretaris voor de kolonie. In 1882 werd een politiekantoor gebouwd. Men begon de plaatselijke kinderen te onderwijzen. Het was echter pas tegen 1893 dat aangevangen werd met de bouw van een eerste schooltje. Er werd goud gevonden aan de Ashburton met een korte goldrush tot gevolg. In 1895 werd begonnen met de bouw van een rechtszaal en een Anglicaanse kerk.
In 1882 vroegen de veetelers om havenfaciliteiten aan Cape Farquar vanwege moeilijkheden om de balen wol te laden die door kamelenkaravanen werden overgebracht vanuit de stations. Er werd in 1885 beslist om een aanlegsteiger, smalspoor en wolmagazijn te bouwen aan 'Maud’s Landing'. De karretjes werden verplaatst middels mankracht. Een volgende smalspoor werd samen met een nieuwe aanlegsteiger in dieper water aangelegd tussen 1886 en 1887. Er werd gebruik gemaakt van paardenkracht. In 1898 werd een nieuwe aanlegsteiger gebouwd, de 'Stock Jetty'. In 1900 werd een derde smalspoor, dat uiteindelijk 3.3 kilometer lang zou worden, aangelegd tot op de aanlegsteiger. Er werd gebruik gemaakt van een stoomlocomotief na een verlenging van het spoor in 1908/09 en een verbreding in 1912. De aanlegsteiger werd nog een aantal keer verlengd en wordt de 'One Mile Jetty' genoemd. Na de Tweede Wereldoorlog nam het wegverkeer toe en werden de boten te groot voor het kleine haventje van Carnarvon. Het asfalteren van de weg naar Geraldton in 1962 gaf de doodsteek. Het spoorlijntje werd vanaf 1965 nog enkel af en toe gebruikt voor toeristische doeleinden. Het laatste passagiersschip deed Carnarvon aan in 1973, het jaar dat de 'Coastal Highway' geasfalteerd werd. Vanaf 1984 werd de 'One Mile Jetty' een toeristische attractie. In 2017 werd de toegang tot de 'One Mile Jetty' echter verboden om veiligheidsredenen.
Vanaf 1895 werden er paardenkoersen gehouden in Carnarvon en in 1919 kreeg het zijn huidige paardenrenbaan. In 1896/7 werd een vuurtoren gebouwd op Babbage Island met kwartieren voor de vuurtorenwachter. Op 1 mei 1988 ging in de gerenoveerde kwartieren het 'Lighthouse Keeper’s Cottage Museum' open.
Vanaf 1904 had Carnarvon een telegraaflijn en in 1905 kreeg het een post- en telegraaf kantoor. In 1924 ging Charles Kingsford Smith met een eigen transportbedrijfje/vrachtwagen de concurrentie aan met de kamelenkaravanen. Hij leverde vanuit Carnarvon onder meer twee jaar post voor de Bangemallgoudvelden aan de Ashburton. De Northern Times Newspaper werd in Carnarvon uitgegeven.
Tussen 1908 en 1919 werden honderden Aborigines vanuit heel West-Australië naar de Dorre en Berniereilanden overgebracht. Ze werden afgezonderd in 'Lock Hospitals' omdat ze aan geslachtsziekten of lepra zouden geleden hebben. Velen stierven er. In januari 2019 werd de tragedie voor het eerst erkend en herdacht tijdens een herdenking in Carnarvon.
In 1934 werden er 1.4 miljoen schapen gehouden in de regio Gascoyne. Tijdens de Tweede Wereldoorlog vond een zeeslag plaats tussen de 'HMAS Sydney II' en de 'HSK Kormoran' voor de kust van Gascoyne. De 645 officieren en mannen van de 'HMAS Sydney II' verdronken. De volgende dagen brachten schepen geredde Duitsers aan land in Carnarvon. Er waren ten noorden van Carnarvon ook twee reddingssloepen met Duitsers geland. De Duitsers werden naar het politiekantoor gebracht. In de jaren 1950 werden er walvissen verwerkt in Carnarvon. Na het verbod op de walvisvangst in de jaren 1960 werd overgeschakeld op garnalen.
De NASA bouwde in 1964 een ruimtevaartbasis in Carnarvon vanwaar een twaalftal testraketten werden gelanceerd. Het omvatte ook het traceerstation waarlangs op 20 juli 1969 Neil Armstrongs woorden "One small step for man. One giant leap for mankind" naar de aarde werden doorgezonden. De basis sloot in 1974. In 2012 werd er het 'Carnarvon Space and Technology Museum' ondergebracht.
Vanaf de jaren 1960 wordt er in Carnarvon zout gewonnen aan Lake McLeod. In 1976 werd een vissershaven geopend. In 1984 waren er 163 actieve tuinbouwbedrijven.
In april 2021 werd Carnarvon getroffen door een restant van de tropische cycloon Seroja. De historische 'One Mile Jetty' werd zwaar beschadigd.

## Economie
De economie bestaat grotendeels uit landbouwbedrijven. De meest gekweekte producten zijn bananen, tomaten, tafeldruiven, paprika's en mango's. Daarnaast is er een mijnindustrie die hoofdzakelijk zout voor de chemische industrie in Zuid-Oost-Azië produceert. Het toerisme is een groeiende sector door overwinterende gepensioneerden en backpackers op zoek naar werk. Verder is er nog de historische veeteelt.

## Toerisme
In het stadje zijn een aantal bezienswaardigheden :
- Railway & Shearers Hall of Fame is een museum over de geschiedenis van de wolproductie in de regio Gascoyne.
- Lighthouse Keepers Cottage is een museum over het leven van de pioniers die de vuurtoren bewaakten.
- Carnarvon Tramway is een 2,5 kilometer lange wandeling langs het smalspoor dat het centrum van het stadje verbindt met de museumbuurt en de One Mile Jetty
- OTC Dish is een antenne die van 1966 tot 1987 gebruikt werd voor internationale communicatie, de nabijgelegen NASA-basis en het volgen van de komeet Halley. Het Space and technology museum is er gelegen en gaat over de geschiedenis van de NASA-basis en de OTC Dish.
- Gascoyne Food Trail geeft een inkijk in de landbouw- en visserijsector.

Carnarvon is de uitvalbasis voor :
- De Blowholes zijn een spectaculaire maar gevaarlijke natuurlijke attractie langs de kustlijn ten noorden van Carnarvon. De krachtige golven van de oceaan slaan er in grotten waardoor fonteinen ontstaan. Men kan er van juni tot november ook migrerende walvissen spotten.
- Aan Point Quobba ligt een lagune met koralen en witte stranden. Er is een camping.
- De Gnaraloo Station en Quobba Station zijn werkende veeteeltbedrijven die op het toerisme voorzien zijn. Men kan er kamperen, een bungalow huren of in de historische hofstede overnachten. De stations liggen aan de kust en hebben afgelegen stranden, lagunes om te snorkelen en te zwemmen, breaks om te surfen en te windsurfen en hebben voorzieningen voor vissers.

## Transport
Carnarvon heeft een luchthaven (IATA: CVQ, ICAO: YCAR). Skippers Aviation vliegt elke dag tussen Perth en Carnarvon.
Carnarvon ligt langs de North West Coastal Highway. Er rijden driemaal per week bussen van Integrity Coachlines.

## Klimaat
Carnarvon kent een steppeklimaat. De gemiddelde jaarlijkse neerslag bedraagt slechts 226 millimeter. De omvangrijke landbouwsector overleeft dankzij de Gascoyne die de aquifer vult na een sporadische tropische cycloon.
| Maand                                  | jan  | feb  | mrt  | apr  | mei  | jun  | jul  | aug  | sep  | okt  | nov  | dec  | Jaar  |
| -------------------------------------- | ---- | ---- | ---- | ---- | ---- | ---- | ---- | ---- | ---- | ---- | ---- | ---- | ----- |
| Gemiddeld maximum (°C)                 | 31,3 | 32,5 | 31,6 | 29,2 | 26,3 | 23,5 | 22,4 | 23,1 | 24,5 | 26,1 | 27,7 | 29,4 | 27,3  |
| Gemiddeld minimum (°C)                 | 22,6 | 23,4 | 22,1 | 19,2 | 14,8 | 12,2 | 10,9 | 11,6 | 13,9 | 16,4 | 18,7 | 20,7 | 17,2  |
|                                        |      |      |      |      |      |      |      |      |      |      |      |      |       |
| Neerslag (mm)                          | 11,6 | 19,6 | 16,6 | 13,1 | 33,3 | 46,1 | 42,9 | 17,5 | 6,2  | 5,0  | 3,9  | 5,4  | 221,2 |
| Regendagen (dag)                       | 1,3  | 1,7  | 1,4  | 1,4  | 3,0  | 5,0  | 4,7  | 3,0  | 1,5  | 1,0  | 0,5  | 0,3  | 24,8  |
| Relatieve luchtvochtigheid (%)         | 59   | 59   | 57   | 56   | 53   | 52   | 52   | 52   | 52   | 53   | 55   | 57   | 54,7  |
| Bron: Australian Bureau of Meteorology |      |      |      |      |      |      |      |      |      |      |      |      |       |

## Galerij

Carnarvon
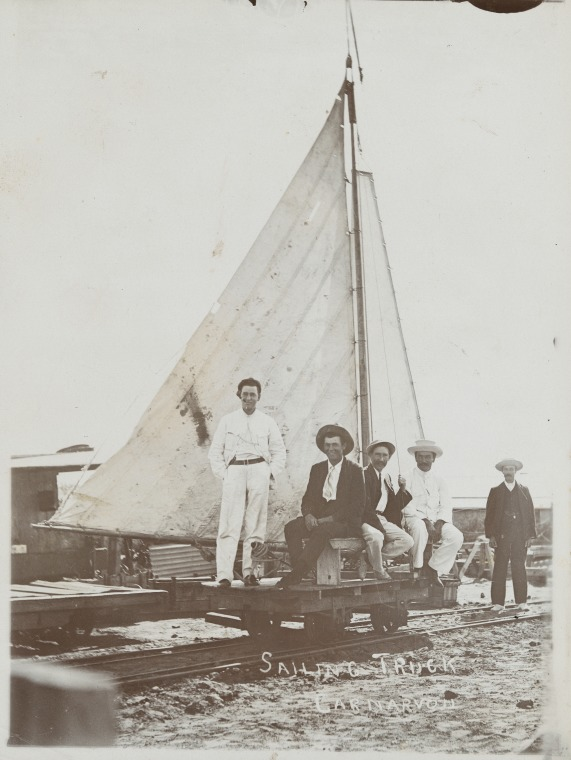
Carnarvon 1906
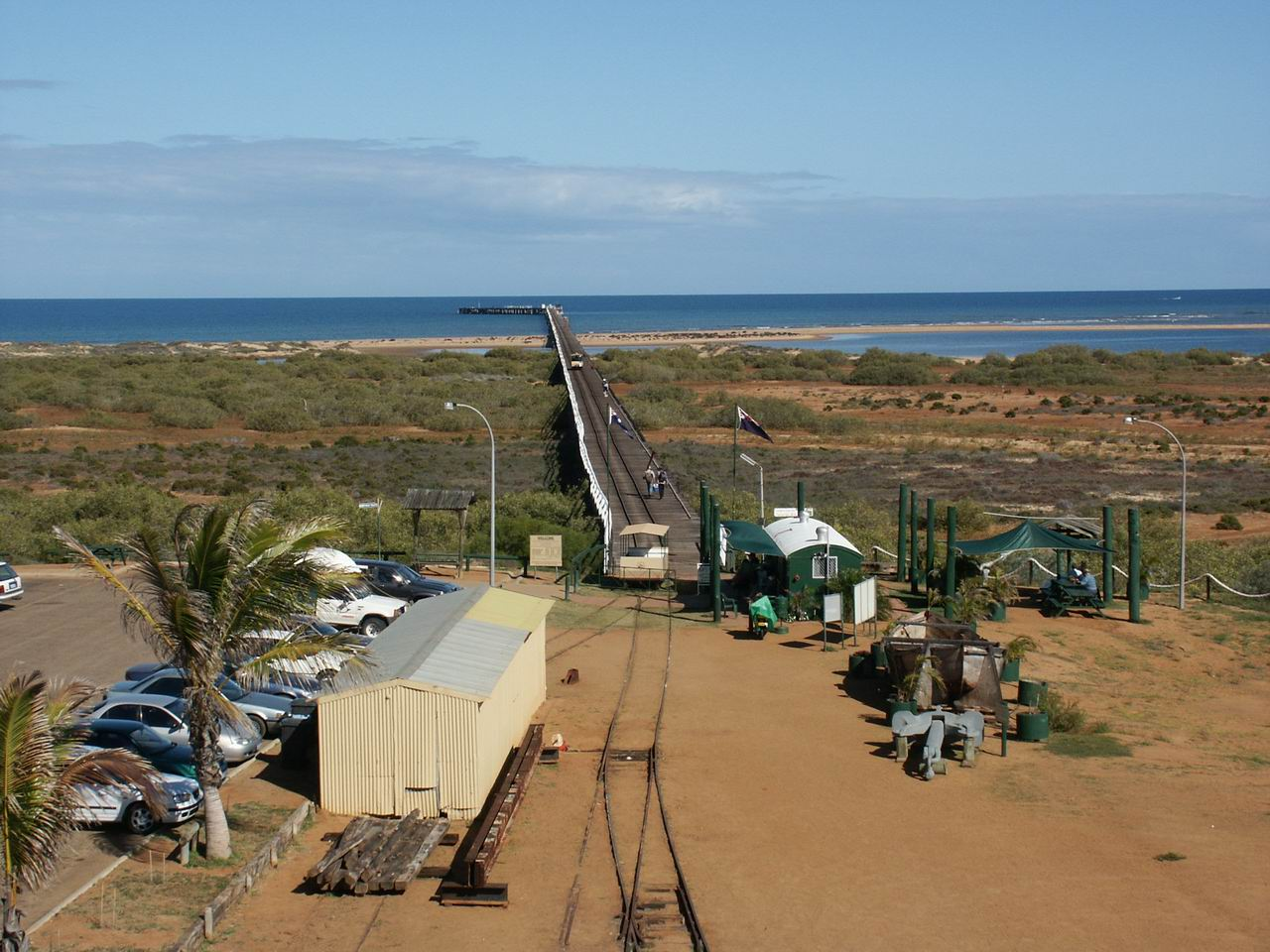
One Mile Jetty
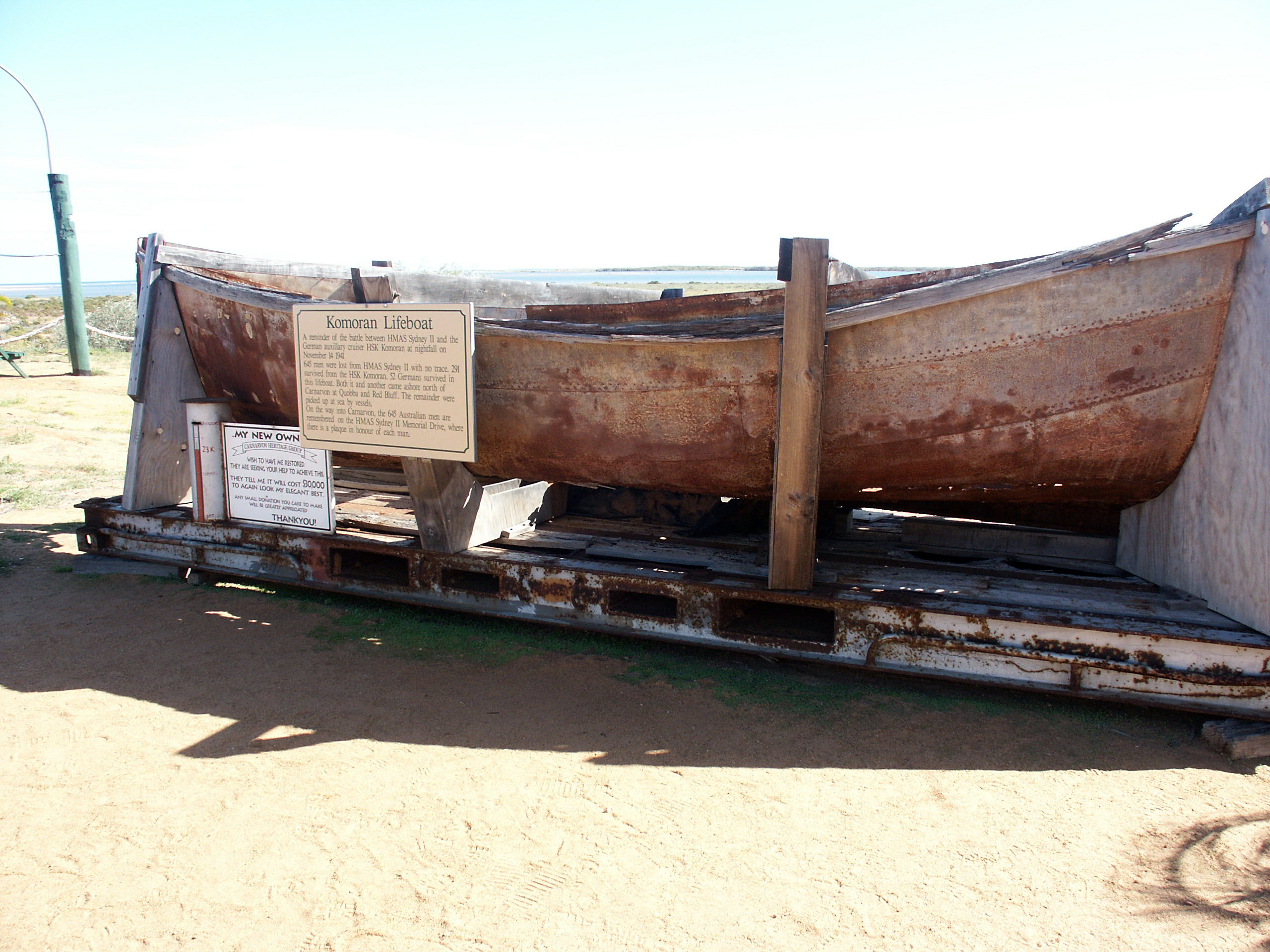
Reddingsboot v/d Kormoran
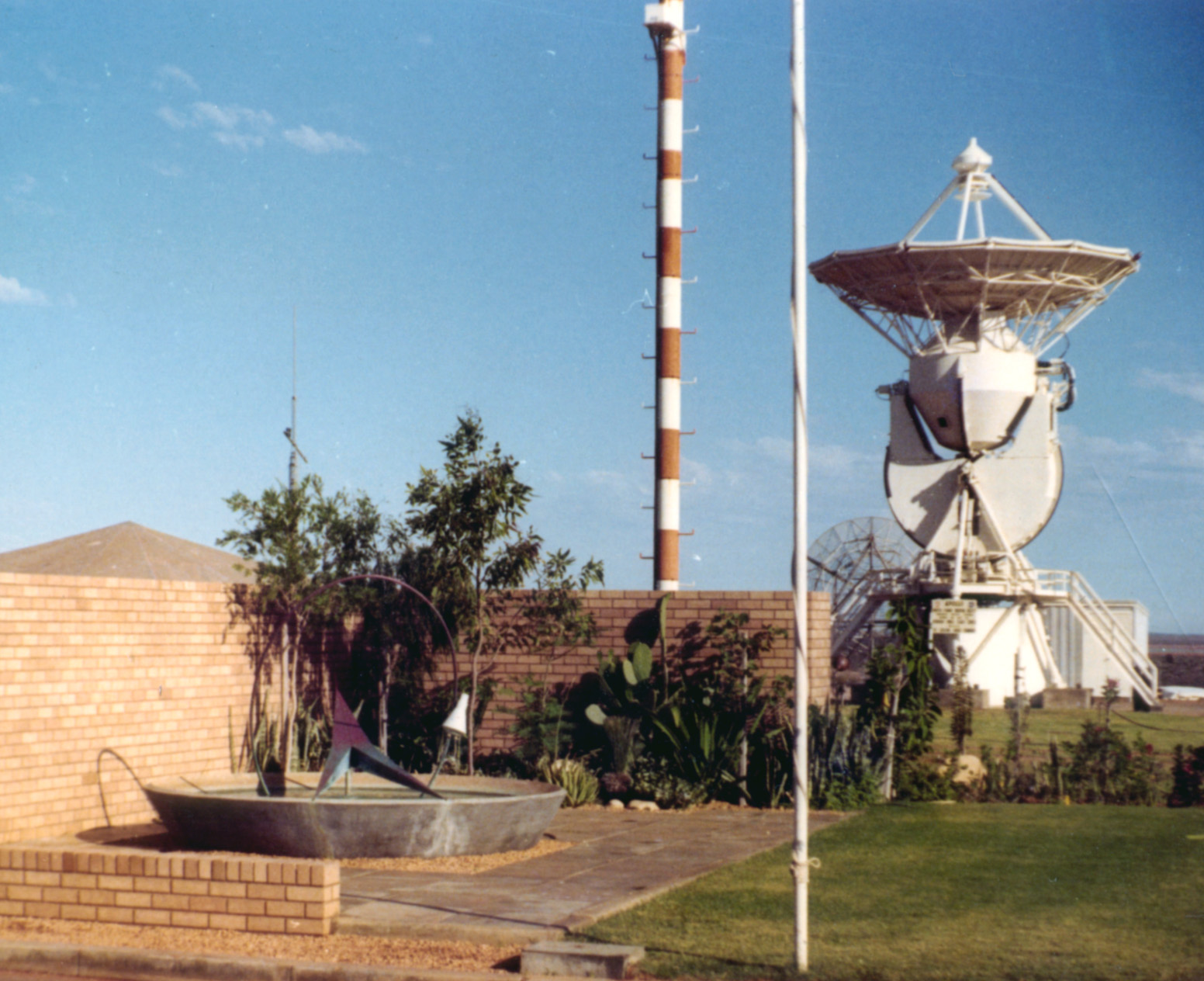
NASA Traceerstation 1969
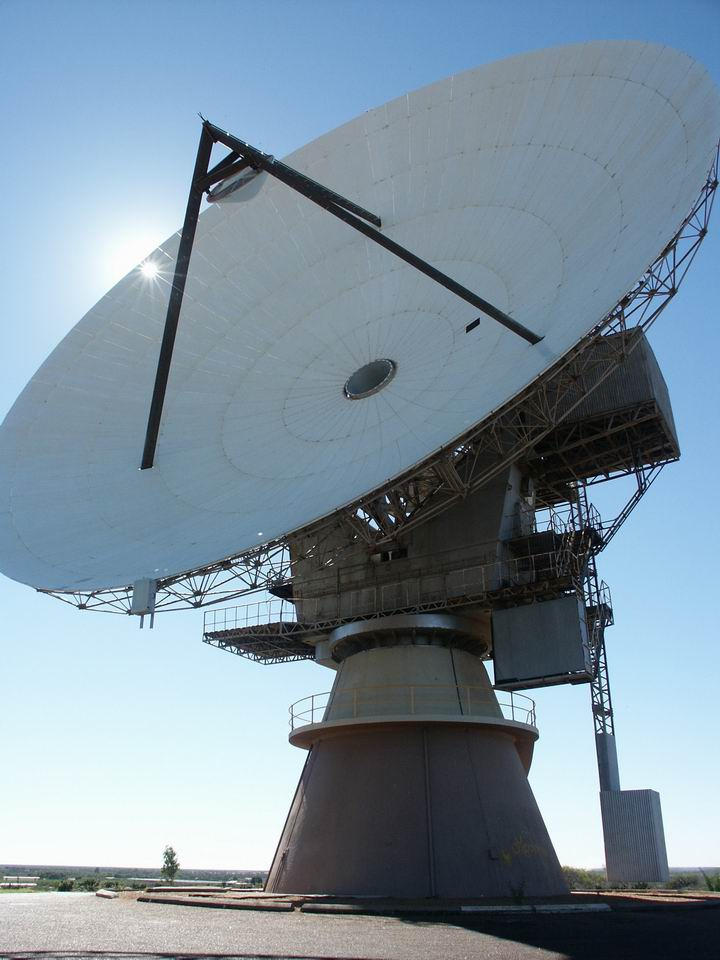
OTC Dish
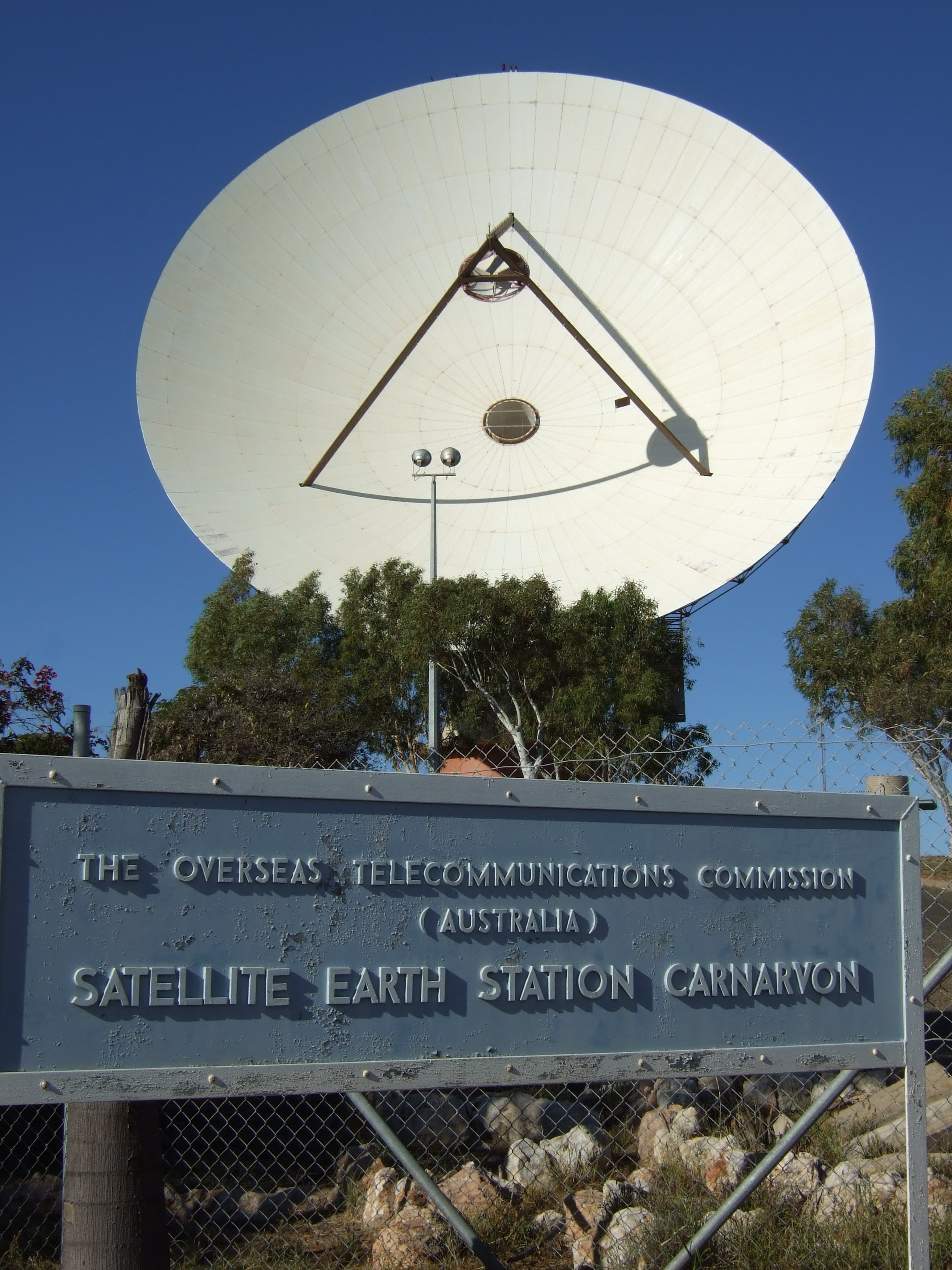
OTC Dish